# Alice Bastos Neves
Alice Bastos Neves (Pelotas, 14 luglio 1984) è una giornalista brasiliana.

## Biografia e carriera
Ha conseguito una laurea in giornalismo presso la Pontificia Università Cattolica del Rio Grande do Sul. Prima della laurea ha attraversato un periodo di indecisione ed è entrato anche nel corso di educazione fisica. Ha frequentato due semestri e ha iniziato a lavorare nel giornalismo. All'età di quattro anni si trasferisce a Porto Alegre con la sua famiglia.
Ha iniziato in televisione dopo aver finito il college. Prima di optare definitivamente per la TV, ha lavorato come addetta stampa. Ritiene che il suo primo lavoro sia stato alla RBS TV (affiliata di TV Globo in Rio Grande do Sul). “Ho fatto un test video e sono stato approvata per la posizione di reporter per RBS Esporte, un programma che va in onda il sabato mattina. Non avendo esperienza, ho attraversato un periodo di adattamento. Seguivo solo i giornalisti e guardavo, solo dopo un po' ho iniziato a uscire da sola a fare le mie storie”, ricorda e salva ancora il suo primo articolo sulla scherma, per Bom Dia Rio Grande.
È reporter per RBS TV e presentatrice dell'edizione Rio Grande do Sul di Globo Esporte dal 2011. È reporter per gli sport olimpici.
Ha partecipato alla copertura del movimento dei tifosi ai Mondiali in Brasile 2014, direttamente da Porto Alegre con inserimenti in diretta.
È caratterizzata da disfonia ottagonale.